# Oncousoecia occulta
Oncousoecia occulta är en mossdjursart som först beskrevs av Harmelin 1976.  Oncousoecia occulta ingår i släktet Oncousoecia och familjen Oncousoeciidae. Inga underarter finns listade i Catalogue of Life.